# Шаван ан Морјен
Шаван ан Морјен (фр. Chavannes-en-Maurienne) насеље је и општина у источној Француској у региону Рона-Алпи, у департману Савоја која припада префектури Сен Жан де Морјен.
По подацима из 2011. године у општини је живело 236 становника, а густина насељености је износила 50,32 становника/km². Општина се простире на површини од 4,69 km². Налази се на средњој надморској висини од 450 метара (максималној 1.240 m, а минималној 407 m).

## Демографија
| 1962. | 1968. | 1975. | 1982. | 1990. | 1999. | 2011. |
| ----- | ----- | ----- | ----- | ----- | ----- | ----- |
| 89    | 112   | 162   | 222   | 219   | 206   | 236   |

График промене броја становника у току последњих година